# Jiří Fallada
Jiří Fallada (1. srpna 1933 Praha – 21. prosince 2002 Toronto Kanada) byl český hudebník a textař, jeden ze zakladatelů české country.

## Život a dílo
V roce 1949 založil s Josefem Dobešem (později steelkytarista u Greenhorns) a Wiktorem Wagnerem trampskou skupinu Soubor Americké Lidové Písně, který jako první začal hrát americkou country music, později se skupina přejmenovala na LUKA podle obce Luka pod Medníkem. V roce 1955 dokončil studium FAMU v oboru řízení a organizace. Pracoval jako producent a dramaturg v Československé televizi. Věnoval se také psaní textů (známé texty „Vlak půlnoční“, „Ponny Expres“, „Na sever, na Aljašku!“, „Jaro na Aljašce“), jeho nejznámější text „Buráky“ zazněl poprvé v roce 1960 na potlachu na parníku Vyšehrad, z roku 1964 pochází text protestní písně „Neberte nám naši víru“. V roce 1965 se stal jedním ze zakládajících členů skupiny Greenhorns, ve které hrál na kontrabas, v roce 1967 odešel do skupiny Mustangové. Byl zakladatelem Jamboree clubu s Petrem Třebickým a Františkem Hackerem. Na přelomu let 1965/66 až do své emigrace v roce 1968 hrál také jako host se skupinou Kamarádi táborových ohňů (texty pro KTO „River Boat“ a „Nelly Bly“). Od roku 1964 do roku 1968 psal články do rubriky Táborový oheň v časopise Mladý svět. V roce 1968 emigroval do Kanady a usadil se v Torontu, kde působil jako profesor na Humber Institute of Technology and Advanced Learning v oboru osvětlovací technika. V Kanadě se věnoval nadále trampingu a byl spoluzakladatelem S. T. O. Ontrario. V roce 1982 vydal v Torontu Zpěvník trampských písní s ilustracemi Jarmily Knopové. Od roku 1994 spolupracoval jako textař se skupinou Taxmeni na album Calamity Jane 2 napsal text k písni „Poslední večerka“, poté následovala spolupráce na albech Calamity Jane 3 (např. texty „Hrát hrát hrát“, „Třicet vteřin nad Tokiem“ a „Most U Remagenu“) (1997) a Desperádos (např. texty „Tulák po hvězdách“, „Hobo song“, „Vzpomínky na staré časy“, „Jezdec dálky“ a „Desperádos co vlak čekají“) (1999). Pro připravované album Calamity Jane 4 napsal ještě 8 textů, jedním z nich byla pocta věnovaná generálu Františku Fajtlovi „Sestřelen“ (album vyšlo až v roce 2004). Zemřel 21. prosince 2002 v Torontu na selhání srdce.

## Nejznámější texty
- Buráky
- Balada o Jed Clampettovi
- Billy boy
- Cigarety a whisky (spoluautor Petr Třebický)
- Cizinecká legie
- Desperádos co vlak čekají
- Hobo song
- Hrát hrát hrát
- Jaro na Aljašce (Aljaška)
- Jezdec dálky
- Je sobota v kapse mám prachy
- John Henry
- Johny Reb
- Jó všichni to maj
- Karta k svátku
- Lilly Marlene
- Most u Remagenu
- Na sever! Na Aljašku
- Neberte nám naši víru
- Největší ten kovboj co jsem znal
- Nelly Bly
- Patriot
- Ponny express (spoluautor Petr Třebický)
- Poslední večerka
- Vlak půlnoční
- Ráhna z Franklinových lodí
- River Boat
- Setřelen
- Spitfire a flak
- Třicet vteřin nad Tokiem
- Tulák po hvězdách
- Vlajka hvězdnatá
- Vzpomínky na starý časy
- Waterloo (spoluautor Jan Vyčítal)

Byli jsme zálesáky. A vždycky pro mne bude příroda divočinou a já v ní zálesákem. Vím, že v den, kdy vejdu do horského lesa a přestanu to cítit, poznám, že jsem zestárl. A to nechci do smrti.
Jiří Fallada, 1964, 150